# Niklas Czarnecki
Niklas Czarnecki, född Helgesson den 23 december 1965 i Västervik, är en svensk ishockeytränare som för tillfället tränar i Vita Hästen i Hockeyallsvenskan. 
Czarnecki började som spelare i bland annat Västerviks IK och Vimmerby HC, men fick problem med ryggen och tvingades 1997 till steloperation. Han klev 1999 in på tränarbanan som assisterande coach i Linköping, och blev också rektor för hockeygymnasiet. Den 23 mars 2004 tog han över som tränare i Bofors IK efter Leif Strömberg som gått till Färjestad. Czarnecki stannade där till mars 2008, då han värvades av Brynäs som då befann sig i kris och hade hamnat i kvalserien. Czarnecki lyckades tillsammans med Leif Boork hålla laget kvar i elitserien, och tog sedan rodret som ensam huvudtränare i klubben. 
2011 värvades han som huvudtränare i Färjestad BK och skrev på ett treårskontrakt, men hans sejour kom att bli kort och turbulent. Redan innan han tillträtt vecklade Färjestadsfans ut en banderoll med texten "Czarnecki – dra åt helvete", och säsongen 2011/2012 inleddes med elva matcher utan fullpoängare för Färjestad. I januari 2012 meddelade FBK att Czarnecki fått sparken som tränare.
2014/15  blev han tränare för Vita Hästen. Han kom till Hc Vita Hästen som assisterande tränare till säsongen 2019/20.

## Klubbar som spelare
- Västerviks IK
- IF Troja-Ljungby
- Vimmerby Hockey
- Tranås AIF
- IK Oskarshamn
- Schoungau, Tyskland

## Klubbar som tränare
- Västerviks IK (assisterande)
- Linköpings HC (assisterande och juniortränare)
- Mjölby Hockey
- BIK Karlskoga (dåvarande Bofors IK)
- Brynäs IF
- Färjestad BK
- HC Vita Hästen